# Consorteria valdostana
La consorteria valdostana (in francese, Consorterie valdôtaine) è un antico istituto giuridico, tipico della Valle d'Aosta ma presente in forme simili in altre regioni italiane dell'arco alpino. Essa consente a gruppi di famiglie o ad interi villaggi di godere in comune di alpeggi o di altri beni silvo-pastorali conducendo in forma organizzata e collettiva alcune attività agricole tra cui la monticazione del bestiame e il prelievo del legname.

## Etimologia
La parola francese Consorterie deriva da Sors, termine utilizzato per descrivere questa pratica nel più antico dei documenti valdostani conosciuti ai nostri giorni (la Carta Augustana del 1188), e da Consors, termine usato in un documento del 1255 per designare il proprietario.

## Natura giuridica
Definita dagli storici del diritto come «forma singolare di proprietà collettiva» di natura pubblica o privata (Padula) o come «comunione di famiglie determinata jure loci, proprietaria di beni pro indiviso, riconosciuta da norme consuetudinarie» (Grisero), essa si caratterizza, nella sua versione più tradizionale come una delle «forme superstiti di proprietà collettiva [...] caratterizzate dall'esistenza di un gruppo di famiglie, che possiede e gode un patrimonio silvo-pastorale comune, indivisibile e inalienabile, senza quella contitolarità per quote ideali che è tipica della comunione romana» (Astuti).
La tipologia di consorteria uti singuli si configura come comunione privata disciplinata da norme civilistiche, in cui le quote di proprietà hanno caratteri di disponibilità, alienabilità e trasmissibilità.
Nella più originale configurazione uti universi, invece, la consorteria, in genere formata storicamente per affrancazione a favore di abitanti di determinate frazioni, produce una qualità di consortista in genere non individuata in base a quote, ma in forza dell'essere residente o proprietario di beni immobili in una determinata località. I beni che fanno oggetto di dominio collettivo (foreste, boschi o pascoli, ma anche mulini, acque o forni) sono destinati a soddisfare in perpetuo i bisogni dell'intera collettività stessa.
In questo caso le quote non sono usucapibili, né ipotecabili o espropriabili; la loro titolarità è imprescrittibile e il patrimonio è normalmente amministrato da organi propri della consorteria o talvolta dal Comune (come patrimonio distinto) o da commissari o procuratori. La qualità di consortista si acquista o perde, per acquisizione o cessazione della qualità di abitante della frazione, talvolta con obbligo di un periodo minimo di abitazione in loco.

## Le consorterie in Valle d'Aosta
In base alla ricognizione generale del 1960, effettuata in occasione del I° Censimento generale dell'agricoltura, erano presenti in Valle d'Aosta 458 consorterie, localizzate in 52 comuni (sui 74 totali) della Regione, con una superficie complessiva 33.726 ettari, pari a un sesto della superficie agraria e forestale della Valle d'Aosta; poco meno di un terzo di esse presentava caratteri tipici di consorteria uti universi. Al fine di promuovere la conoscenza, la rigenerazione e la crescita delle consorterie e più in generale dei beni comuni della Valle d'Aosta è stata costituita ad Aosta nel 2016, in forma di associazione di promozione sociale, “Autonomies Biens Communs Vallée d’Aoste – Association de promotion sociale, Autonomie Beni Comuni Valle d’Aosta", in sigla ABC VdA

## Competenze normative regionali
La Regione Valle d'Aosta/Vallée d'Aoste gode di una competenza normativa esclusiva in materia di consorterie (art. 2, lett o, Statuto speciale per la Valle d'Aosta/Vallée d'Aoste) e l'ha esercitata attraverso la legge regionale n. 14 del 1973 ("Norme riguardanti le consorterie della Valle di Aosta") che ha qualificato le consorterie quali enti speciali di natura pubblicistica e le ha sottoposte a una particolare procedura di riconoscimento legale da parte della Regione.